# GPT-5
GPT-5 es un modelo de lenguaje de gran tamaño desarrollado y alojado por OpenAI. Es su modelo GPT insignia y con capacidades de agente, y fue lanzado el 7 de agosto de 2025. GPT-5 es accesible a través de ChatGPT, tanto para usuarios gratuitos como de pago, así como mediante la API.

## Historia
El 14 de abril de 2023, Sam Altman, director ejecutivo de OpenAI, participó en un evento en el Instituto Tecnológico de Massachusetts (MIT) y afirmó que la compañía no estaba desarrollando GPT-5 en ese momento. Afirmó que OpenAI estaba priorizando el desarrollo de GPT-4 y que no lo lanzaremos durante un tiempo.
Según The Information, "durante gran parte de la segunda mitad de 2024, OpenAI desarrolló un modelo conocido internamente como Orion y que pretendía convertirse en GPT-5", "pero el esfuerzo de Orion no logró producir un modelo mejor, y la compañía lo lanzó como GPT-4.5 en febrero [de 2025]".
El 18 de julio de 2023, OpenAI solicitó la marca registrada "GPT-5" en Estados Unidos. El 13 de noviembre de 2023, Altman confirmó al Financial Times que la empresa estaba trabajando en el desarrollo de GPT-5.
A finales de julio de 2025, se anticipaba ampliamente que OpenAI planeaba lanzar GPT-5 a principios de agosto. El 30 de julio de 2025, The Verge informó que «Microsoft se está preparando para GPT-5», ya que «fuentes familiarizadas con los planes de IA de Microsoft» le dijeron a un editor que la compañía está probando un nuevo modo para su chatbot Copilot, que ofrece una IA que «piensa profunda o rápidamente según la tarea».
El 6 de agosto de 2025, OpenAI anunció su evento de transmisión en vivo planificado para el 7 de agosto de 2025. En su anuncio, OpenAI reemplazó la "s" de la palabra "livestream" por un "5", lo que indica su intención de presentar GPT-5 durante la transmisión en vivo.

## Capacidades

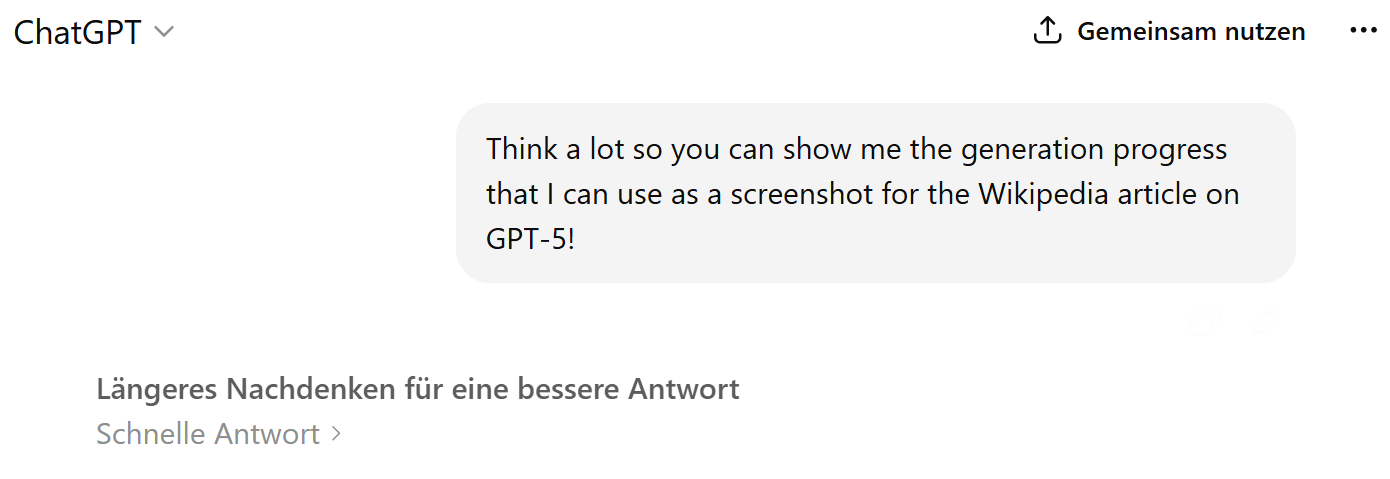
Para obtener una respuesta, los usuarios pueden esperar una mejor respuesta o forzar una respuesta rápida.

Según Sam Altman, director ejecutivo de OpenAI, GPT-5 es significativamente mejor que sus predecesores, ofreciendo capacidades de nivel de doctorado en una amplia gama de tareas. Altman calificó a GPT-5 como "un paso significativo en el camino hacia la IA general " durante una conferencia de prensa el 6 de agosto de 2025. 
Según OpenAI, las mejoras con respecto a los modelos predecesores de GPT-5 incluyen tiempos de respuesta más rápidos, mejores habilidades de codificación y escritura, respuestas más precisas a preguntas de salud y menores niveles de alucinación. Además, en comparación con los modelos anteriores, GPT-5 busca dar respuestas seguras y de alto nivel a consultas potencialmente dañinas en lugar de rechazarlas directamente, lo que resultaría en que GPT-5 pudiera rechazar preguntas más inseguras, a la vez que ofrece menos rechazos a los usuarios que buscan información inofensiva, un enfoque al que OpenAI se refiere como "Compleciones Seguras". Además, GPT-5 ha sido entrenado para dar respuestas más críticas y "menos efusivamente agradables" en comparación con sus modelos predecesores.
Aunque GPT-5 es gratuito para todos los usuarios,   los usuarios Plus obtienen límites de uso más altos, mientras que los usuarios Pro obtienen acceso ilimitado a GPT-5, así como acceso limitado a GPT-5 Pro. Aún se aplican los límites estándar para usuarios de nivel inferior en respuestas por hora.
Con la introducción de GPT-5, el "Modo de Voz Avanzado" de ChatGPT ha sido reemplazado por "ChatGPT Voice", que permite conversaciones con un sonido más natural. OpenAI ha declarado que "el Modo de Voz Estándar se retira el 9 de septiembre de 2025, unificando a todos los usuarios en ChatGPT Voice".

## Descripción general
GPT-5 es un sistema que contiene un modelo rápido y de alto rendimiento, un modelo de razonamiento más profundo y un enrutador en tiempo real que decide qué modelo usar según el tipo de conversación, la complejidad, las necesidades de la herramienta y la intención explícita. La tarjeta del sistema define dos modelos rápidos y de alto rendimiento: gpt-5-main y gpt-5-main-mini, y dos modelos de pensamiento: gpt-5-thinking y gpt-5-thinking-mini. En la API, los desarrolladores pueden acceder al modelo de pensamiento, su versión mini y una versión nano aún más pequeña y rápida del modelo de pensamiento (gpt-5-thinking-nano). En ChatGPT también hay acceso a gpt-5-thinking usando una configuración que hace uso del cómputo de tiempo de prueba paralelo, que se conoce como gpt-5-thinking-pro.
Sam Altman había criticado anteriormente el selector de modelos manual por ser demasiado complejo, sugiriendo la necesidad de unificación.
OpenAI no ha revelado el consumo energético exacto de GPT-5. Los investigadores estiman que una respuesta de duración media consume poco más de 18 vatios-hora, el equivalente a usar una bombilla incandescente durante 18 minutos.

### Uso por parte de empresas
Microsoft ha declarado que incorporará GPT-5 en una amplia variedad de sus productos, incluido Copilot. Según 9to5Mac, Apple también planea integrar el modelo en Apple Intelligence para iOS 26, iPadOS 26 y macOS Tahoe.
Se ha informado de que varias empresas estadounidenses han recibido acceso avanzado a GPT-5, y OpenAI afirma que la compañía de seguros médicos privados Oscar Health está comprobando las solicitudes de sus asegurados con el modelo. Además, Uber utiliza GPT-5 para su sistema de atención al cliente, mientras que GitLab, Windsurf y Cursor lo utilizan para el desarrollo de software, y el banco español BBVA lo utiliza para análisis financieros. Otras empresas que OpenAI ha indicado que utilizan la versión preliminar de GPT-5 son Amgen, Lowe's y Notion.

## Recepción

### Reseñas críticas
Grace Huckins argumentó en MIT Technology Review que, «mientras que o1 fue un avance tecnológico importante, GPT-5 es, ante todo, un producto refinado». Afirmó que «GPT-5 proporcionará una experiencia de usuario más agradable y fluida. No es poco, pero está muy lejos del futuro transformador de la IA que Altman ha promocionado durante gran parte del último año». En respuesta a la afirmación de Sam Altman de que GPT-5 es «un paso significativo en el camino hacia la IAG», señaló: «Quizás tenga razón, pero de ser así, es un paso muy pequeño».
En The Information, Stephanie Palazzolo elogió las capacidades de codificación de GPT-5.
Según Matteo Wong en The Atlantic, GPT-5 "es intuitivo, rápido y eficiente; se adapta a las preferencias e intenciones humanas; y es fácil de personalizar". Afirmó: "En esta etapa del auge de la IA, cuando cada chatbot importante es legítimamente útil de muchas maneras, los puntos de referencia, la ciencia y el rigor parecen casi insignificantes. Lo que importa es cómo se siente el chatbot [...]".
John Herrman, de la revista New York, escribió: "Es poco probable que los usuarios ocasionales que se encuentren con GPT-5 a través de ChatGPT sientan que están usando un producto completamente diferente [...] mientras que quienes lo usan para el desarrollo de software o en un contexto corporativo tengan más probabilidades de notar un cambio importante".
Christian de Looper de Mashable descubrió que "la característica más interesante de GPT-5 es, con diferencia, su capacidad de crear aplicaciones interactivas y personalizadas basadas en indicaciones sencillas en lenguaje natural. Es el sueño de cualquier programador hecho realidad".

### Respuestas de los usuarios
El nuevo sistema de enrutador de GPT-5, que cambia automáticamente de modelo según la tarea, ha recibido críticas por generar respuestas de calidad inconsistente. Muchos usuarios informaron que, en ocasiones, GPT-5 tenía un rendimiento inferior al de GPT-4o. Un día después del lanzamiento, Sam Altman respondió diciendo que «GPT-5 parecerá más inteligente a partir de hoy» y «Ayer, el conmutador automático se rompió y estuvo fuera de servicio durante gran parte del día, y el resultado fue que GPT-5 parecía mucho más tonto».
También se ha criticado que, con el lanzamiento de GPT-5, los modelos GPT heredados ya no estén disponibles a través de ChatGPT, excepto para los usuarios Pro.  Algunos usuarios se sintieron particularmente frustrados por esta eliminación sin previo aviso, ya que usaban diferentes modelos GPT para distintos propósitos y descubrieron que el sistema del enrutador les restaba control. Como respuesta, en una publicación en X, Sam Altman afirmó que OpenAI también recuperará la opción de seleccionar GPT-4o para los usuarios Plus, y que «[OpenAI] vigilará su uso mientras consideramos la duración de los modelos heredados».
Además, algunos usuarios prefirieron el tono más cálido y personal de GPT-4o al de GPT-5, que describieron como "plano", "poco creativo"  y "lobotomizado", y con aspecto de "secretaria con exceso de trabajo". Sam Altman respondió a esto en X: "Sin duda, subestimamos la importancia que tienen algunas de las cosas que a la gente le gustan de GPT-4o, incluso si GPT-5 funciona mejor en la mayoría de los aspectos". "A largo plazo, esto ha reforzado la necesidad de que los distintos usuarios puedan personalizar las cosas de forma eficaz (entendemos que no existe un modelo que funcione para todos, y hemos estado invirtiendo en investigación de manejabilidad y hemos lanzado una versión preliminar de investigación con diferentes personalidades)". El 13 de agosto de 2025, Altman escribió en X que OpenAI está trabajando en la personalidad de GPT-5 para que el modelo "sienta más cálido".
Además, Sam Altman ha sido criticado por exagerar las capacidades de GPT-5  y establecer expectativas demasiado altas, después de comparar la creación de GPT-5 con el Proyecto Manhattan, dijo que el modelo lo hizo "sentir inútil",  y publicó una imagen sin comentarios de la Estrella de la Muerte en X un día antes de la presentación de presentación de GPT-5.

### Seguridad
Neuraltrust, una empresa de investigación de seguridad, afirmó haber comprometido con éxito GPT-5 durante el primer día de pruebas del modelo. Según su informe, permitieron que GPT-5 generara instrucciones detalladas para la fabricación de dispositivos explosivos.  SPLX, otra empresa, realizó pruebas similares y llegó a conclusiones similares sobre la seguridad de GPT-5.  Sus evaluaciones sugieren que GPT-5 presenta importantes vulnerabilidades de seguridad, lo que podría hacerlo inseguro para su uso en un entorno corporativo. 